# Pretty Lights
Derek Vincent Smith (nacido el 25 de noviembre de 1981) es un artista estadounidense de música electrónica que produce bajo el nombre artístico de Pretty Lights. Es también el propietario de un sello discográfico asociado, Pretty Lights Music.

## Historia
Smith escribió y produjo la música hip hop mientras asistía a la escuela secundaria en Fort Collins, Colorado. Después de graduarse de la escuela secundaria, asistió a la Universidad de Colorado en Boulder, pero abandonó en su primer año para centrarse en la música. En 2007 y 2008, Smith comenzó a tocar como artista soporte de STS9, The Disco Biscuits & Widespread Panic. En el verano de 2009, bajo el alias Pretty Lights, Smith tocó en varios de los principales festivales estadounidenses, como el Bonnaroo, Rothbury, el Electric Daisy Carnival, Wakarusa, Camp Bisco y el 10KLF. El otoño siguiente, se fue de gira por varias ciudades de los Estados Unidos.
Smith se presentó en las giras con el baterista Cory Eberhard desde agosto de 2007 hasta junio de 2010. En 2010, Smith reemplazó a Eberhard por Adam Deitch, debutando en el Red Rocks el 7 de agosto de 2010.
El 25 de enero de 2011, Smith lanzó dos álbumes a través de su sello discográfico, Pretty Luces Music, en donde se puede descargar gratuitamente todos los álbumes de Pretty Lights, además de lanzamientos de artistas como Michal Menert, Break Science, Gramatik, Paul Basic, Eliot Lipp, y SuperVision.
En 2012, Pretty Lights apareció en el documental musical Re:GENERATION Music Project para el que produjo la canción "Wayfaring Stranger". En el también aparecen reconocidos artistas de música country como LeAnn Rimes y Ralph Stanley en un esfuerzo de mezclar géneros como el electrónico y el country.
Pretty Lights lanzó un nuevo álbum de larga duración titulado  A Color Map of the Sun, el 2 de julio de 2013. Es el primer álbum de Pretty Lights que no se basa únicamente en sampleos; Smith compuso y grabó con músicos de sesión en los estudios en Brooklyn, New Orleans y Denver, en el que combinó sampleos realizados con sintetizadores modulares y métodos de producción digital. El álbum está nominado en los Premios Grammy de 2014 en el rubro Mejor álbum de electrónica.

## Discografía

### Álbumes
- 2006: Taking Up Your Precious Time (Coproducido por Michal Menert)
- 2008: Filling Up the City Skies
- 2009: Passing by Behind Your Eyes
- 2013: A Color Map of the Sun

### EP
- 2010: Making Up a Changing Mind
- 2010: Spilling Over Every Side
- 2010: Glowing in the Darkest Night

### Compilaciones
- 2010: Defocused on the Bright Diamonds (Lanzado por Joshua Davis)
- 2010: Unreleased 2010 Remixes

### Sencillos
- 2011: PL vs Radiohead vs Nirvana vs NIN
- 2011: I Know The Truth
- 2011: Pretty Lights vs Summertime
- 2011: Country Roads (Pretty Lights Remix)
- 2011: Pretty Lights vs Led Zeppelin
- 2011: "It's Tricky" (Pretty Lights Remix)
- 2012: We Must Go On
- 2012: You Get High
- 2012: Halloween Funtime Remix
- 2012: Pretty Lights vs. The End Of The World
- 2013: The Day is Gone
- 2013: Around the Block (con Talib Kweli)